# アール・パウンド
アール・パウンド（Earl Pound、1901年 - 1979年）は、アメリカの歯科医師。
総義歯の人工歯排列における咬合様式として、リンガライズドオクルージョン、パウンドライン、発音利用法排列などを提示したことで知られる。

## 略歴
- 1901年 生誕
- 1923年 南カリフォルニア大学歯学部を卒業
- 1970年 リンガライズドオクルージョンを提唱
- 1979年 没する